# Schwerer Wehrmachtschlepper
Schwerer Wehrmachtschlepper (sWS) bylo polopásové vozidlo vyvinuté společností Büssing-NAG v Berlíně – Oberschöneweide, které bylo používáno jako tahač a zásobovací vozidlo.

## Situace

### Východní fronta
I když se Německo domluvilo se Sovětským svazem na demarkační linii v obsazeném Polsku, nebyla touha Německa po životním prostoru uspokojena. Dne 22. června 1941 prolomila německá vojska hranici, kterou si domluvila se svým dosavadním spojencem Sovětským svazem, a následně postupovala na východ. Zprvu se zdálo, že tažení bude další bleskovou válkou, to však zhatila urputná obrana Rudé armády. Další problémy nastaly Wehrmachtu díky velké vzdálenosti fronty a extrémnímu počasí, které učinilo nesjízdné primitivní komunikace. Rasputicu mohly zdolat pouze pásová a polopásová vozidla, kterých neměl Wehrmacht dostatečné množství.

### Množství typů a jejich složitost
Výzbroj německé armády odrážela produkci mnoha různých typů vozidel, umocněná získáním vozidel poražených států. Tato roztříštěnost byla problémem ve výcviku, v zásobování náhradními díly a servisu. Byla problémem i ve výrobě, která nemohla využít výhody sériovosti. Technická dokonalost, která byla preferovaným kritériem byla také překážkou sériové výroby.

### Nedostatek surovin
Válka dopadla také na přístup k surovinám. Německo bylo odříznuto od dovozu přírodního kaučuku, muselo se spoléhat na syntetický kaučuk a ten nebyl kvalitní.

## Rozhodnutí
Logickým řešením situace byla výroba jednotného polopásového vozidla, které by bylo možno vyrábět ve velkých sériích. Jeho výroba musela být levná, proto se upustilo od mazání čepů pásů a od gumových polštářů na článcích pásu.
Heereswaffenamt (zbrojní úřad) zadal 7. května 1942 objednávku na vývoj nového těžkého polopásového traktoru. Musel být schopen transportovat 3 tuny nákladu a táhnout 6tunovou zátěž, kterou mohlo být dělo, přívěs nebo vyproštěná technika. Zakázku získala společnost Büssing-NAG v Berlíně, která měla na vývoj vozu a na výrobu objednané série 7 484 kusů dva roky. Nikdy nebylo tahači přiděleno číslo Sd.Kfz.; běžně se mu říkalo schwerer Wehrmachtschlepper (těžký armádní tahač), krátce sWS. Zadané parametry byly překonány: jeho nosnost dosahovala čtyř tun, tažná síla osm tun. 

## Výroba na českém území
Schwerer Wehrmachtschlepper byl vyráběn i v továrnách Ringhoffer-Tatra v Československu, jmenovitě ve vagonce v Kolíně. Motory a přední nápravu dodala firma Büssing-NAG. Objednávku na 500 kusů firma nedokončila; vyrobila 25 kusů a 75 kusů rozpracovala.Po válce řešilo Ministerstvo národní obrany Československa výzbroj Československé armády polopásovými tahači. Protože existovala výrobní dokumentace sWS, bylo přirozené, že byla využita k vývoji PoloPásového Tahače 8 tunového(PPT 8). Tahač byl vybaven osmiválcovým motorem Tatra T-108 (zkrácený motor z nákladního automobilu T-111). Dva postavené prototypy tahače, které Tatra označovala jako vozidlo T-809, byly zkoušeny v letech 1953 až 1956.

## Konstrukce

### Schachtellaufwerk
Výhodou pásového podvozku je velká plocha pásů, která umožňuje rozložení hmotnosti a snížený tlak na půdu. Na pás je přenášeno zatížení vozidla pomocí pojezdových kol, Rovnoměrnost zatížení pásu se zvyšuje použitím většího množstvím pojezdových kol. Velké množství pojezdových kol prodlužuje délku pásů; schopnost manévrování vozidla se zhorší a zvyšuje se riziko vyvlečení pásu z dráhy. Problém vyřešili ve firmě Büssing-NAG konstrukcí, která byla použita už na jiných typech pásové techniky. Kola nebyla seřazena v zákrytu, ale střídavě tak, že se vzájemně překrývala. Tato konstrukce byla známá jako Schachtellaufwerk.
Nevýhodou této konstrukce bylo riziko zaplnění prostoru mezi pojezdovými koly bahnem a případné zamrznutí, které stroj znehybnilo. Výměna poškozeného zadního kola vyžadovala demontáž kol před ním.
Dvojitá kola se pohybovala na kyvných ramenech, které byly odpruženy torzními tyčemi. Mimo pojezdových kol podvozek obsahoval pásový podvozek i přední ozubené kolo hnací a zadní napínací.

## Typy

### Ochrana
První kusy byly vyrobeny s nepancéřovanou kabinou podobnou nákladnímu automobilu.Od poloviny roku 1944 se začaly sWS vyrábět obrněné vozy z ocelových plechů tloušťky 6–15 mm. Tato verze byla pojmenována sWS Gepanzerte Ausführung.Vozidlo s pancéřovou korbou, která chránila i zadní část vozu bylo vyrobeno jen ve dvou kusech.

### Výzbroj
Základní  model s valníkovou korbou nebyl vyzbrojen. 
Vozidlo s pancéřovanou kabinou a kapotou bylo vybaveno 3,7 cm protiletadlovým kanonem Flak 43 na plošině v zadní části vozidla. 
Vozidlo, které mělo pancéřovanou korbu neslo 10 hlavňový raketomet ráže 150 mm.